# Elizabeth Bor
Elizabeth Lijsje Bor (getauft am 27. Dezember 1705 in Amsterdam; begraben am 28. Mai 1767 ebenda) war eine niederländische Schauspielerin.

## Leben
Elizabeth Bor wurde am 27. Dezember 1705 in der Kirche ’t Boompje in Amsterdam römisch-katholisch getauft. Sie war die Tochter des Schauspielers Cornelis Bor (1674?–1745) und der Schauspielerin Anna Maria van Bleeck (1678–1719). Ihr Vater betrieb neben der Schauspielerei auch einen Tabakladen. Sie hatte mindestens einen älteren und zwei jüngere Brüder sowie zwei jüngere Schwestern, die Zwillinge waren, von ihren Geschwistern starben fünf früh. Ihre Mutter starb, als sie vierzehn Jahre alt war, und ihr Vater heiratete 1721 erneut, nun Agatha Malfait, die keine Schauspielerin war. Im Jahr 1724 bekam Elizabeth eine weitere Halbschwester, Deborah. Laut dem Schauspieler Marten Corver hatte Vater Bor „seine Kinder in strenger Disziplin erzogen; und [...] zeigte, dass er ein guter Vater bei der Erziehung seiner Kinder war“.
Elizabeth und ihr älterer Bruder Jan (1703/04–1750) wurden Schauspieler und gingen auf die Bühne. Beide waren 1720 an der Stadsschouwburg Amsterdam engagiert worden. Da war Elizabeth Bor 15 Jahre alt. Sie erhielt ein Spielergehalt, das im Laufe der Jahre von 2 auf 4,50 Gulden pro Auftritt anstieg. Sie scheint eine gute Schauspielerin gewesen zu sein, obwohl wenig über ihre Rollen bekannt ist.
Elizabeth Bor heiratete den Kaufmann Marten Vork den Jüngeren (1701–1746), im Jahr 1727 in Amsterdam. Aus dieser Ehe gingen sieben Söhne und eine Tochter hervor, von denen drei Söhne früh starben. Über sie wurde ein Spottgedicht geschrieben, sie hätte die Bühne gegen das Leben einer wohlhabenden Kaufmannsfrau getauscht. Marten Vork, ein Lutheraner, war ein Kaufmann mit Interesse an der Torfgewinnung in der Nähe von Aarlanderveen, wo er auch Immobilien aller Art, insbesondere Torfland, besaß. Das Paar lebte in Amsterdam an der Keizersgracht. Sie hatten zwischen 1728 und 1744 acht Kinder, von denen zwei im Alter von einem Jahr starben. Alle Kinder wurden evangelisch-lutherisch, gemäß der Konfession ihres Vaters getauft. Im Jahr 1746 verlor Elizabeth Bor einen dritten Sohn und ihren Ehemann. Sie blieb mit fünf Kindern zurück, von denen das älteste sechzehn und das jüngste zwei war. Das Erbe von Marten Vork wäre groß genug gewesen, um ihnen eine gute Erziehung und Bildung zu ermöglichen. In den Jahren 1762–1763 verkaufte Elizabeth Bor den gesamten geerbten Grundbesitz in Aarlanderveen und kaufte sich 1764 einen „Hof“ auf dem Stralens Bolwerk in Wageningen für neunhundert Gulden. Lange lebte sie dort jedoch nicht, sie starb im Mai 1767. Ihr Leichnam wurde nach Amsterdam überführt und am 28. Mai „still“ in einem Privatgrab in der Nieuwe Kerk beigesetzt. 1770 verkauften ihre vier damals noch lebenden Kinder und Erben das Haus in Wageningen.